# 21号科罗拉多州州道
21号科罗拉多州州道（英語：Colorado State Highway 21，SH-21）是美国科罗拉多州的一条南-北走向的州级公路，全长22.60英里（36.37），全线位于厄爾巴索縣境内，南起科罗拉多斯普林斯以南的喷泉接16号科罗拉多州州道（SH-16），北至科罗拉多斯普林斯以北接83号科罗拉多州州道（SH-83），相当于科罗拉多斯普林斯城市东部的一条过境绕行线。